# ブライアン・ホーム
ブライアン・ホーム（Bryan Holme、1913年 - 1990年8月8日）は、第2次世界大戦前から活躍している、広告・デザイン・写真関連の編集者。

## 日本での主著
ブライアン・ホームが編集し日本で刊行されている書籍としては、以下のようなものを挙げることができる。
- 世界写真全集（全12巻・集英社・1982年～1984年、新装版1988年～1989年、英語タイトル：The gallery of world photography）
  - Research consultant: Weston Naef
  - Designer: Robert Scudellari
  - Project Consultant: 重森弘淹
  - 各巻のタイトル他
    - volume 1 ファインアート（PHOTOGRAPHY AS FINE ART）: ISBN 4-08-549001-X （Douglas Davis）
    - volume 2 ポートレイト（PORTRAITS）: ISBN 4-08-549002-8 （Colin Ford）
    - volume 3 フォトジャーナリズム（PHOTOJOURNALISM）: ISBN 4-08-549003-6 （Arthur Goldsmith）
    - volume 4 ヌードフォトグラフィ（THE HUMAN FIGURE）: ISBN 4-08-549004-4 （David Herbert）
    - volume 5 ドキュメンタリー（SOCIAL COMMENTARY）: ISBN 4-08-549005-2 （Gordon Parks）
    - volume 6 サイエンス・フォト（SCIENCE）: ISBN 4-08-549006-0 （Louis Vaczek）
    - volume 7 シティ&ライフ（THE CITY）: ISBN 4-08-549007-9 （William A. Ewing）
    - volume 8 ネイチャー&カントリー（THE COUNTRY）: ISBN 4-08-549008-7 （David Plowden）
    - volume 9 ファッション・フォトグラフィ（FASHION）: ISBN 4-08-549009-5 （Alexander Liberman）
    - volume 10 19C.アンチーク・フォト（THE NINETEENTH CENTURY）: ISBN 4-08-549010-9 （Valerie Lloyd）
    - volume 11 コマーシャル・アート（ADVERTISING）: ISBN 4-08-549011-7 （Bryan Holme）
    - volume 12 ニューウェイブ（NEW DIRECTIONS）: ISBN 4-08-549012-5 （Weston J. Naef）
    - 最後のカッコ内は、各巻のイントロダクションの執筆者
- ADVERTISING ― 世界100年ベスト作品（青木俊夫訳、誠文堂新光社・1983年）

ブライアン・ホームの編集で1946年に刊行された「Poet's camera: selection of photographs by Bryan Holme, selection of poetry by Thomas Forman」はエルンスト・ハースにも影響を与えたという。

## その他の編書
- Conversation pieces; commentary by Janet Flanner, edited by Bryan Holme, published by The Studio publications, incorporated, 1942, Constantin Alajalov
- Drawing figures, by George Giusti, edited by Bryan Holme, published by The Studio publications, incorporated, 1944
- The classical figure, edited by Bryan Holme, published by The Studio Publications, incorporated, 1943